# Richard E. Barlow
Richard Eugene Barlow (* 12. Januar 1931 in Galesburg (Illinois)) ist ein US-amerikanischer Mathematiker und Mathematischer Statistiker, der mit Frank Proschan als Begründer der modernen Zuverlässigkeitstheorie gilt. Er war Professor an der University of California, Berkeley.

## Leben
Barlow erhielt 1953 seinen Bachelor-Abschluss in Mathematik am Knox College und 1955 seinen Master-Abschluss an der University of Oregon. 1960 wurde er in Mathematischer Statistik an der Stanford University bei Samuel Karlin promoviert (Applications of Semi-Markov Processes to Counter and Reliability Problems). 1960/61 war er am Institute for Defense Analyses und 1961 bis 1963 bei General Telephone und von 1963 bis zu seiner Emeritierung 1999 Professor in Berkeley.
Er war 1966 Gastwissenschaftler an den Boeing Laboratorien und 1975/76 an der Florida State University (bei Frank Proschan). 1963 bis 1969 war er Berater der Rand Corporation.
Neben Zuverlässigkeitstheorie befasste er sich mit probabilistischer Modellierung in der Bayes-Statistik und statistischer Datenanalyse.
1991 erhielt er mit Frank Proschan den John-von-Neumann-Theorie-Preis. Er ist Fellow des Institute of Mathematical Statistics und der American Statistical Association.
Er ist seit 1956 verheiratet und hat vier Kinder.

## Schriften
- mit Frank Proschan: Mathematical Theory of Reliability, Wiley 1965, SIAM 1996 (mit Beiträgen von Larry C. Hunter)
- mit Proschan: Statistical theory of reliability and life testing: probability models, New York: Holt, Rinehart and Winston 1975
- Engineering Reliability, SIAM 1998
- mit C. Pereira: Conditional Independence and Probabilistic Influence Diagrams, in: Topics in Statistical Dependence, IMS Lecture Notes-Monograph series Vol. 16, 1992.